# 抚市镇
抚市镇是中国福建省龙岩市永定县下辖的一个镇，位于永定县东北部，面积为133平方公里，常住人口约2.9万人。

## 行政区划
抚市镇共辖17个行政村，分别是：
社前村、五联村、中在村、新民村、抚溪村、桥河村、协兴村、里兴村、龙川村、华丰村、鹊坪村、五湖村、东安村、中湖村、基安村、溪联村、贝溪村。

## 地理
抚市镇位于永定县东北部，博平岭山脉东南端。东接龙潭镇，南连古竹乡、陈东乡，西与湖雷镇毗邻，北与坎市镇、培丰镇相连。

## 交通
- 203省道、606省道

## 教育
- 永定县抚市中学

## 旅游景点
东华山，主峰高1034米，为永定县“第一名山”。

## 名人
- 国家烟草专卖局局长姜成康[2]
- 福建省省委常委、省政法委书记苏增添[3][4]